# نبرد پل‌ها
نبرد پل‌ها (انگلیسی: Battle of the Bridges) نبردی بود که در جریان تهاجم عراق به کویت در ۲ اوت ۱۹۹۰ رخ داد.
این نبرد به دلیل وجود دو پل در جاده کمربندی ششم در محل اتصال به بزرگراه ۷۰ در غرب شهر جهرا، کویت به این نام مشهور شد.
در ۲ اوت ۱۹۹۰، کمی بعد از ساعت ۰۰:۰۰ به وقت محلی، عراق به کویت حمله کرد، این در حالی بود که کویتی‌ها آماده نبودند. با وجود تنش دیپلماتیک و تجمع نیروهای عراقی در مرز، هیچ دستور مرکزی به نیروهای مسلح کویت صادر نشده بود و آنها در حالت آماده‌باش نبودند. بسیاری از پرسنل در مرخصی بودند زیرا ۲ اوت هم معادل اسلامی سال نو و هم یکی از گرم‌ترین روزهای سال بود. با توجه به اینکه بسیاری از نیروها در مرخصی بودند، تعدادی خدمه جدید از میان پرسنل موجود انتخاب شدند. در مجموع، تیپ ۳۵ کویت موفق شد ۳۶ تانک چیفتن، یک گروهان نفربر زرهی، یک گروهان دیگر از خودروهای ضد تانک M901 ITV و یک واحد توپخانه متشکل از ۷ توپ خودکششی M109A2 را به کار گیرد.
آنها با واحدهایی از گارد ریاست جمهوری عراق روبرو شدند. لشکر اول زرهی «حمورابی» شامل دو تیپ مکانیزه و یک تیپ زرهی بود، در حالی که لشکر زرهی مدینه شامل دو تیپ زرهی و یک تیپ مکانیزه بود. این تیپ‌ها به تانک‌های T-72، BMP-1 و BMP-2 و همچنین توپخانه متصل مجهز بودند. آنها با واحدهایی از گارد ریاست جمهوری عراق روبرو شدند. لشکر اول زرهی «حمورابی» شامل دو تیپ مکانیزه و یک تیپ زرهی بود، در حالی که لشکر زرهی مدینه شامل دو تیپ زرهی و یک تیپ مکانیزه بود. در حالی که لشکر زرهی مدینه شامل دو تیپ زرهی و یک تیپ مکانیزه بود. این تیپ‌ها به تانک‌های تی-۷۲، بی‌ام‌پی-۱ و بی‌ام‌پی-۲ و همچنین توپخانه متصل به آنها مجهز بودند.
تیپ زرهی ۳۵ ارتش کویت ساعت ۲۲:۰۰ روز ۱ آگوست در حالت آماده‌باش قرار گرفت. حدود هشت ساعت طول کشید تا با مهمات و تدارکات تجهیز شود؛ با این حال، با توجه به زمان محدود و عدم آمادگی، این تیپ مجبور شد قبل از اینکه کاملاً تجهیز شود و کمتر از نیمی از توپخانه‌اش آماده باشد، مستقر شود. سرهنگ سالم به همراه گروهان ضدتانک ساعت ۴:۳۰ حرکت کرد و بقیه واحدها تا ساعت ۶:۰۰ آنجا را ترک کردند. اردوگاه در ۲۵ کیلومتری غرب الجهرا قرار داشت، بنابراین آنها به سمت شرق حرکت کردند و در غرب تقاطع بین بزرگراه ۷۰ و جاده کمربندی ششم مستقر شدند.
لشکر مکانیزه «حمورابی» گارد جمهوری عراق در این زمان به الجهرا رسیده بود. تیپ هفدهم آن، با نزدیک شدن از شمال، از غرب الجهرا عبور کرد و از جاده کمربندی ششم شش بانده استفاده کرد. ظاهراً آنها انتظار مقابله نداشتند زیرا در ستون جاده‌ای مستقر بودند و نه در حال شناسایی بودند و نه در حال تأمین امنیت جناحین خود. منابع کویتی ادعا می‌کنند که این رفتار بی‌دقت و عدم استفاده مداوم از ارتباطات، از ویژگی‌های بارز واحدهای عراقی در این نبرد بود. اسناد عراقی هیچ تأخیر عمده‌ای را ذکر نمی‌کنند، زیرا کمتر از دو ساعت بعد، فرمانده تیپ هفدهم، سرتیپ حمدانی، سه منور سبز را مشاهده کرد که نشان دهنده یک مأموریت موفق و بدون خونریزی بود. در حالی که اکثر نیروهای کویتی یا تسلیم شدند یا به‌طور پراکنده شلیک کردند و سپس عقب‌نشینی کردند، عراقی‌ها با سرعت کامل به سمت هدف خود ادامه دادند.
طبق گزارش‌های کویتی، گردان هفتم کویت اولین گردانی بود که پس از ساعت ۶:۴۵ با عراقی‌ها درگیر شد و در برد کوتاهی (۱ تا ۱٫۵ کیلومتر) بر روی تانک‌های عراقی آتش گشود. پاسخ عراق کند و بی‌اثر بود، واحدهای عراقی همچنان به محل درگیری نزدیک می‌شدند، ظاهراً از وضعیت بی‌اطلاع بودند و به کویتی‌ها اجازه دادند تا با پیاده‌نظام‌هایی که هنوز در کامیون‌ها بودند درگیر شوند و حتی یک گووزدیکا ۲اس۱ را که هنوز روی تریلر بود، منهدم کنند. از گزارش‌های عراقی، به نظر می‌رسد که بخش عمده‌ای از تیپ ۱۷ به‌طور قابل توجهی به پیشروی به سمت هدف خود در کویت ادامه داده و فرمانده تیپ ۶ مکانیزه کویت را که مقاومت زیادی نکرده بود، دستگیر کردند.
به گفته کویتی‌ها، ساعت ۱۱:۰۰ عناصر لشکر زرهی مدینه از گارد جمهوری عراق در امتداد بزرگراه ۷۰ از غرب، به اردوگاه تیپ ۳۵، نزدیک شدند. آنها دوباره به صورت ستونی مستقر شدند و قبل از اینکه تانک‌های کویتی آتش بگشایند، از توپخانه کویت و بین گردان‌های ۷ و ۸ عبور کردند. عراقی‌ها با تحمل تلفات سنگین، به سمت غرب عقب‌نشینی کردند. پس از اینکه لشکر مدینه دوباره سازماندهی و مستقر شد، توانستند کویتی‌ها را که مهماتشان رو به اتمام بود و در خطر محاصره قرار داشتند، مجبور به عقب‌نشینی به سمت جنوب کنند. کویتی‌ها ساعت ۱۶:۳۰ به مرز عربستان رسیدند و شب را در خاک کویت گذراندند و صبح روز بعد از مرز عبور کردند. عراقی‌ها ادعا می‌کنند که ارتباطات ضعیف منجر به تأخیر در مأموریت لشکر زرهی مدینه شد که فرار تعداد زیادی از ساکنان کویت و واحدهای نظامی به عربستان سعودی را تسهیل کرد.